# Минерално уље
 Минерална уља  чине преко 85% свих уља за подмазивање. Добијају се сложеним поступцима прераде нафте. Основни поступци при производњи минералних уља су вакуум дестилација и поступци рафинације. Као сировина за добијање минералних уља користи се остатак примарне дестилације нафте. Овај остатак се подвргава вакуум дестилацији у циљу раздвајања сировине на продукте који кључају у истом температурном интервалу. Производи добијени вакуум дестилацијом називају се дестилати. У циљу побољшања квалитета, дестилати се подвргавају даљој преради поступцима рафинације.

## Рафинација
Основни поступци рафинације су деасфалтизација, солвентна екстракција, депарафинација и хидрорафинација. Деасфалтизација је поступак којим се из дестилата издвајају асфалтне материје помоћу растварача, од којих у најширој употреби пропан. Солвентна екстракција је поступак рафинације уљних дестилата ради повећања оксидационе стабилности уља. Депарафинација је поступак издвајања парафинозних материјала из дестилата, посебно парафински, ради снижења температуре стињавања. Хидрорафинација је процес којим се смањује садржај сумпора у уљу. Поступцима вакуум дестилације и рафинације добијају се квалитетна основна (базна) минерална уља, која се користе за производњу великог броја производа.

## Физичка и хемијска својства
Према физичким својствима основна (базна) минерална уља се деле на лако вретенско уље, средње и тешко машинско уље и цилиндарско уље. Док се према хемијским особинама и хемијском саставу деле на парафинска, нафтенска минерална уља, ароматични и мешани. Парафинска минерална уља се претежно састоје од парафинских угљоводоника, са мањим садржајем нафтенских. Ова минерална уља поседују висок индекс вискозности, добру хемијску стабилност, док су им ниско-температурне карактеристике лошије од нафтенских. Нафтенска минерална уља имају већи удео нафтенских угљоводоника. Одликују се средњим до ниским индексом вискозности, слабијом хемијском стабилношћу од парафинских, али им је температура стињавања знатно нижа.